# Verneri Pohjola

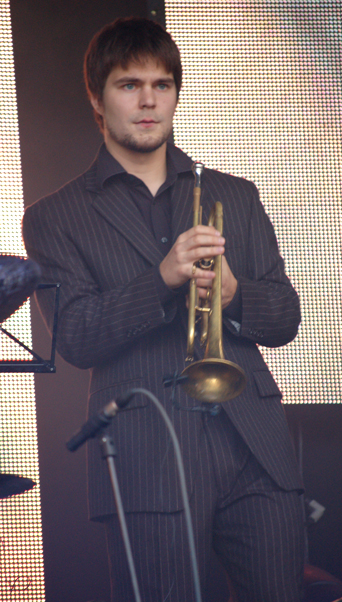
Verneri Pohjola, 2007

Juho Verneri Pohjola (* 23. Dezember 1977 in Helsinki) ist ein finnischer Jazztrompeter und Komponist.

## Leben und Wirken
Der Sohn des Bassisten Pekka Pohjola studierte am Jazz-und-Pop-Konservatorium und der Örebro-Musikschule in Helsinki. Ab 1999 studierte er Jazzmusik an der Sibelius-Akademie. Hier lernte er den Pianisten Tuomo Prättälä, den Bassisten Antti Lötjönen und den Schlagzeuger Olavi Louhivuori kennen, mit denen er 2002 das Ilmiliekki Quartet gründete. 2004 erschien deren Debütalbum March of the Alpha Males, dem 2006 Take It With Me folgte. 
Daneben ist Pohjola Mitglied der Band Quintessence, der Band von Iro Haarla, des Ensembles Suhkan Uhka von Antti Hytti und Jone Takamäki, des UMO Jazz Orchestra und der Post-Rock-Band Silvio, wo er Schlagzeug spielt. Er und sein Bruder Ilmari wirkten am letzten Album Views (2001) ihres Vaters Pekka Pohjola mit. Weiterhin arbeitete er mit Adam Bałdych, mit Kari Sál und mit Elma Kais zusammen. In Aki Rissanens Trio Hyperreal trat er 2023 bei JazzBaltica auf.

## Preise und Auszeichnungen
Sein Quartett wurde mit dem Teosto-Preis der Verwertungs-Gesellschaft der finnischen Komponisten ausgezeichnet, und Pohjola wurde beim Pori Jazzfestival zum Künstler des Jahres gewählt. 2004 wurde das Quartett zum offiziellen Empfang durch die finnische Staatspräsidentin Tarja Halonen anlässlich des finnischen Unabhängigkeitstages geladen. Für sein Album Aurora erhielt Pohjola 2009 einen Jazz-Emma.

## Diskografie
- Aurora (ACT, 2009; mit Juhani Aaltonen, Pepa Päivinen, Ilmari Pohjola, Aki Rissanen, Antti Lötjönen, Pekka Pohjola, Joonas Riippa & Meta4 String Quartet)
- Ancient History (ACT, 2011)
- Bullhorn (Edition Records EDN1056, 2014)[4]
- Pekka (Edition Records, 2017)
- The Dead Don’t Dream (Edition Records, 2020)
- Monkey Mind (Edition Records, 2023)
- Trio (ACT, 2024; mit Lars Danielsson & John Parricelli)

## Belege
1. ↑  Kuka kukin on – Who’s Who in Finland 2007, S. 775. Helsinki 2006. ISBN 951-1-20606-0
2. ↑  Aki Rissanen’s Hyperreal. In: JazzBaltica. 2023, abgerufen am 25. Juli 2023.
3. ↑  Verneri Pohjola in den finnischen Charts
4. ↑  CD Rezension von Mike Collins zu Bullhorn, LondonJazz News 5. Januar 2015

| Personendaten    | Personendaten                              |
| ---------------- | ------------------------------------------ |
| NAME             | Pohjola, Verneri                           |
| ALTERNATIVNAMEN  | Pohjola, Juho Verneri (vollständiger Name) |
| KURZBESCHREIBUNG | finnischer Jazzmusiker                     |
| GEBURTSDATUM     | 23. Dezember 1977                          |
| GEBURTSORT       | Helsinki                                   |